# Tipula (Lunatipula) subrecticornis
Tipula (Lunatipula) subrecticornis is een tweevleugelige uit de familie langpootmuggen (Tipulidae). De soort komt voor in het Palearctisch gebied.